# Limia melanogaster
Limia melanogaster, la limia de vientre negro o de vientre azul, es un pez poecílido de Jamaica. Habita arroyos de corriente rápida. Es un vivíparo raro en la pesca moderna.

## Evolución y taxonomía
La investigación de ADN muestra que L. melanogaster es basal para otros en el género Limia: fue el primero en separarse de otras limias, que habitan en otras islas en las Indias Occidentales, hace alrededor de 22,8 millones de años en el límite entre el Oligoceno y el Mioceno.
Colocado originalmente en el género Limia por Albert Günther en 1866, fue transferido al género Poecilia junto con otros congéneres por Donn E. Rosen y Reeve M. Bailey en su extensa reclasificación de poeciliids en 1963. Esto fue revertido por Luis R. Rivas en 1978. Por lo tanto, el nombre Poecilia melanogaster se considera hoy un sinónimo menor.

## Descripción
L. melanogaster es la segunda especie más delgada de su género después de L. zonata. La especie es excepcionalmente variable. El color base del pez es gris verdoso. Los adultos, y especialmente los machos cuando cortejan a las hembras, exhiben un brillo azul acero metálico.
El pedúnculo caudal y la aleta dorsal del macho son negros, mientras que la aleta caudal es amarilla con un borde negro. Los peces machos suelen tener parches de escamas negras y amarillo azufre en la cabeza, las aletas y los flancos. En cambio, las hembras sexualmente maduras tienen una gran área pigmentada de color negro azulado alrededor del gonoporo llamada mancha grávida, única en el género. Tal distinción cromática de machos y hembras juveniles es inusual entre los poecílidos hembras. Los peces hembra crecen hasta 5 centímetros (2,0 in) longitud estándar, mientras que los machos alcanzan 4 centímetros (1,6 in).

## Distribución y hábitat
Limia melanogaster es endémica de Jamaica, específicamente en las partes sur y oeste de la isla. Se ha recolectado en las cabeceras del drenaje del río Negro y del río Blue Hole.
La especie prefiere aguas rápidas y poco profundas, generalmente alrededor de 50 centímetros (20 in) profundo. También se encuentra en áreas inundadas. Un hábitat examinado era un pequeño, 10–20 cm (4–8 in) corriente profunda con un sustrato fangoso, mientras que el hábitat del río Blue Hole contiene un sustrato rocoso. Los hábitats tienden a contener poca o ninguna vegetación, pero son ricos en aufwuchs. La especie comparte su hábitat con un compañero poecílido, Gambusia wrayi y ciertos cíclidos y gobios.

## Dieta
L. melanogaster es omnívoro. Su dieta consiste en gusanos, crustáceos, insectos y materia vegetal. Las algas constituyen una parte importante de su dieta, especialmente en aguas salobres.

## Reproducción

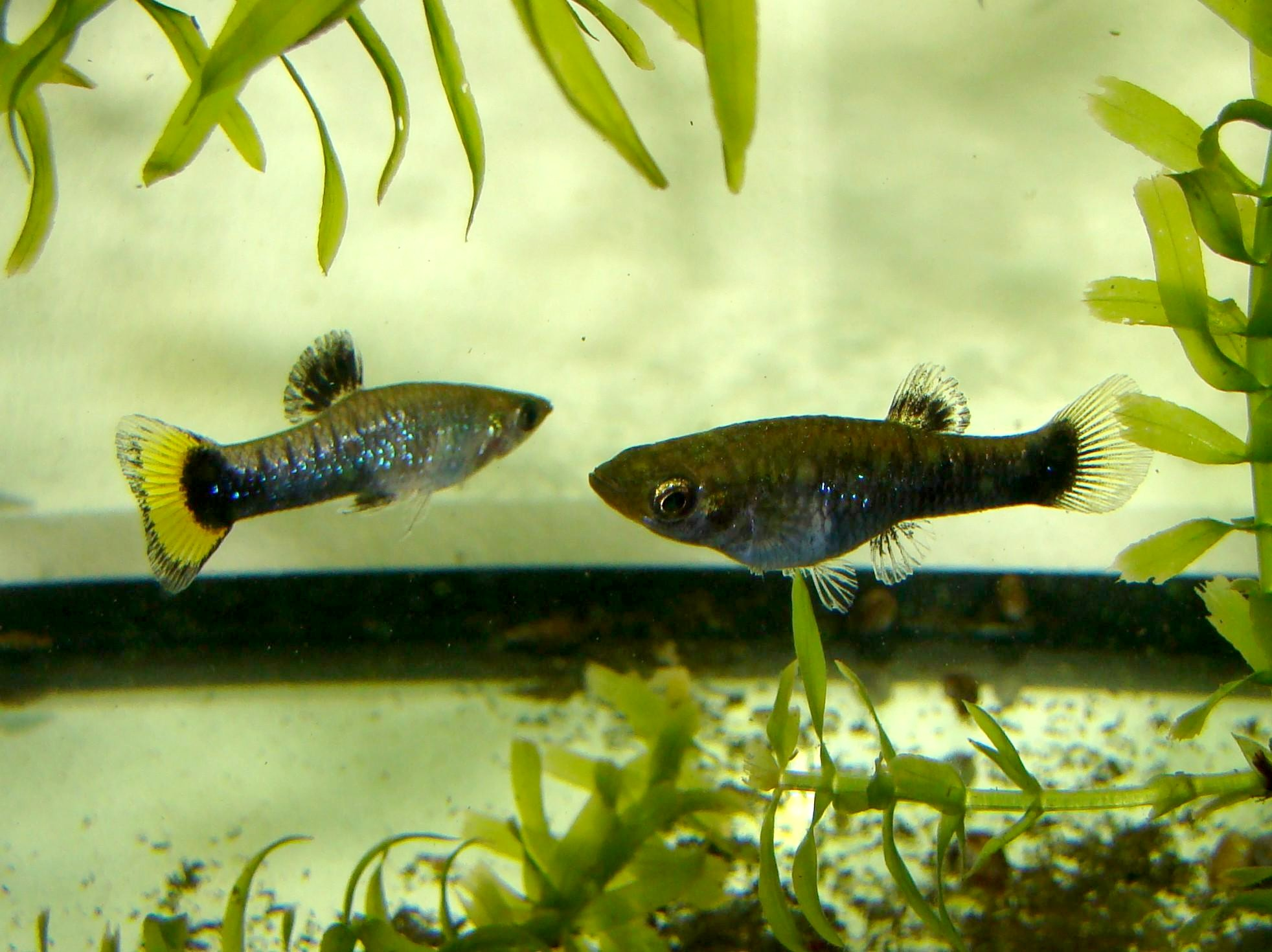
Un macho (izquierda) cortejando a una hembra (derecha).

En cautiverio, las hembras alcanzan la madurez entre los 4 y 5 meses. Los machos pasan más de 25 minutos por hora cortejando a las hembras. Como muchos otros poecílidos, L. melanogaster es ovovivíparo. La gestación dura aproximadamente 4 semanas. Dependiendo de su tamaño, una hembra da a luz de 20 a 80 crías. Los alevines recién nacidos tienen entre 6–9 milímetro (0,24–0,35 en) largo. Los adultos rara vez se aprovechan de los alevines.

## En acuario
L. melanogaster se mantiene fácilmente en acuarios domésticos. Neale Monks de la revista Tropical Fish Hobbyist incluyó a L. melanogaster entre los siete vivíparos que se mantenían más comúnmente en acuarios hasta la introducción de variedades nuevas y elegantes. Es un nadador ágil y, por lo tanto, necesita un amplio espacio a pesar de su tamaño modesto.